# Territorio del comandante militare in Serbia
Il territorio del comandante militare in Serbia (in tedesco Gebiet des Militärbefehlshabers in Serbien; in serbo Подручје Војног заповедника у Србији?, Područje vojnog zapovednika u Srbiji) era la parte del Regno di Jugoslavia che venne posta sotto controllo militare della Wehrmacht in seguito all’invasione, occupazione e spartizione della Jugoslavia da parte delle potenze dell'Asse nell'aprile 1941. Il territorio includeva solo la Serbia centrale, con l’aggiunta di una parte del Cossovo settentrionale (la zona intorno a Kosovska Mitrovica) e del Banato.
Il territorio fu l’unica parte della smembrata Jugoslavia in cui l’Asse istituì un governo militare; ciò fu dovuto alle principali vie di trasporto ferroviario e fluviale che lo attraversavano e alle sue preziose risorse, in particolare i metalli non ferrosi. Il 22 aprile 1941 il territorio venne posto sotto la suprema autorità del comandante militare tedesco in Serbia. Sebbene i tedeschi si servissero anche di truppe bulgare alleate per l’occupazione, il territorio rimase esclusivamente sotto controllo germanico.